# 4903 Ichikawa
4903 Ichikawa (1989 UD) là một tiểu hành tinh vành đai chính được phát hiện ngày 20 tháng 10 năm 1989 bởi Mizuno và Furuta ở Kani.